# Jøkulkyrkja
Die Jøkulkyrkja (f, auch m; norwegisch für Gletscherkirche) ist mit 3148 m der höchste Berg des Mühlig-Hofmann-Gebirges im ostantarktischen Neuschwabenland und somit zugleich die höchste Erhebung des Königin-Maud-Lands. Sein markanter und mit einer Eiskappe versehener Gipfel heißt Jøkulhest (norwegisch für Gletscherpferd).
Norwegische Kartographen, die den Berg auch benannten, kartierten ihn anhand von Luftaufnahmen und Vermessungen der Dritten Norwegischen Antarktisexpedition (1956–1960).
Die Erstbesteigung gelang am 10. Januar 1994 einer 13-köpfigen Expedition unter Leitung von Ivar Tollefsen.
Russische Wissenschaftler verorteten unter Koordinaten, die auf die Ostseite der Jøkulkyrkja weisen, ein Massiv und benannten es nach dem sowjetischen Ozeanographen Jakow Gakkel (1901–1965) als Jakow-Gakkel-Massiv (russisch Массив Якова Гаккеля Massiw Jakowa Gakkelja; englische Transkription Massif Jakova Gakkelja).